# アリューシャンズイースト郡 (アラスカ州)
アリューシャンズイースト郡（アリューシャンズイーストぐん、英: Aleutians East Borough、[əˈljuːʃənz]）は、アメリカ合衆国アラスカ州の南西部に位置する郡である。2010年国勢調査での人口は3,141人である。郡庁所在地はアラスカ半島の南、ポポフ島にあるサンドポイントである。"Borough"は他の州の郡 (county) 相当の行政単位であり、日本語では「郡」とされている（アラスカ州の郡一覧を参照）。

## 地理と気候
アリューシャンズイースト郡は北緯57度、西経162度に位置している。アメリカ合衆国国勢調査局に拠れば、郡域全面積は15,012平方マイル (38,881 km2)であり、このうち陸地は6,988平方マイル (18,099 km2)、水域は8,024平方マイル (20,782 km2)で水域率は53.45%である。ベーリング海に長く突き出ているアラスカ半島の西端にあり、アリューシャン列島の東部少数の島を含んでいる。郡名はアリューシャン列島から採られた。またシュマージン諸島、パブロフ諸島、サナク諸島も含んでいる。郡域の63.9%はアラスカ半島にあり、残り36.1%が多くの島である。法人化都市が5つ、未編入の村が2つある。
気温は −9°F(−23℃) から 76°F(24℃) まで変化する。年間降水量は33インチ (838 mm)、降雪量は52インチ (132 cm) である。

### 国立保護地域
- アラスカ海洋国立野生生物保護区、アラスカ半島とアリューシャン列島にかかっている
  - アリューシャン列島原生地（部分）
  - シメオノフ原生地
  - ユニマーク原生地
- アラスカ半島国立野生生物保護区（部分）
- イゼンベク国立野生生物保護区
  - イゼンベク原生地

## 歴史
考古学調査に拠れば、最終氷期以降にウナンガ族（アレウト族）が郡域に住んでいた。初期に接触したのはロシア人毛皮貿易業者であり、諸島のラッコを求めていた。1900年代初期には捕鯨、漁業および缶詰加工のためにスカンディナビアやヨーロッパの漁師が入ってきた。第二次世界大戦中、この地域はアリューシャン方面作戦のために戦略的な軍事拠点となり、多くの地元住民がケチカンに脱出した。

## 人口動態

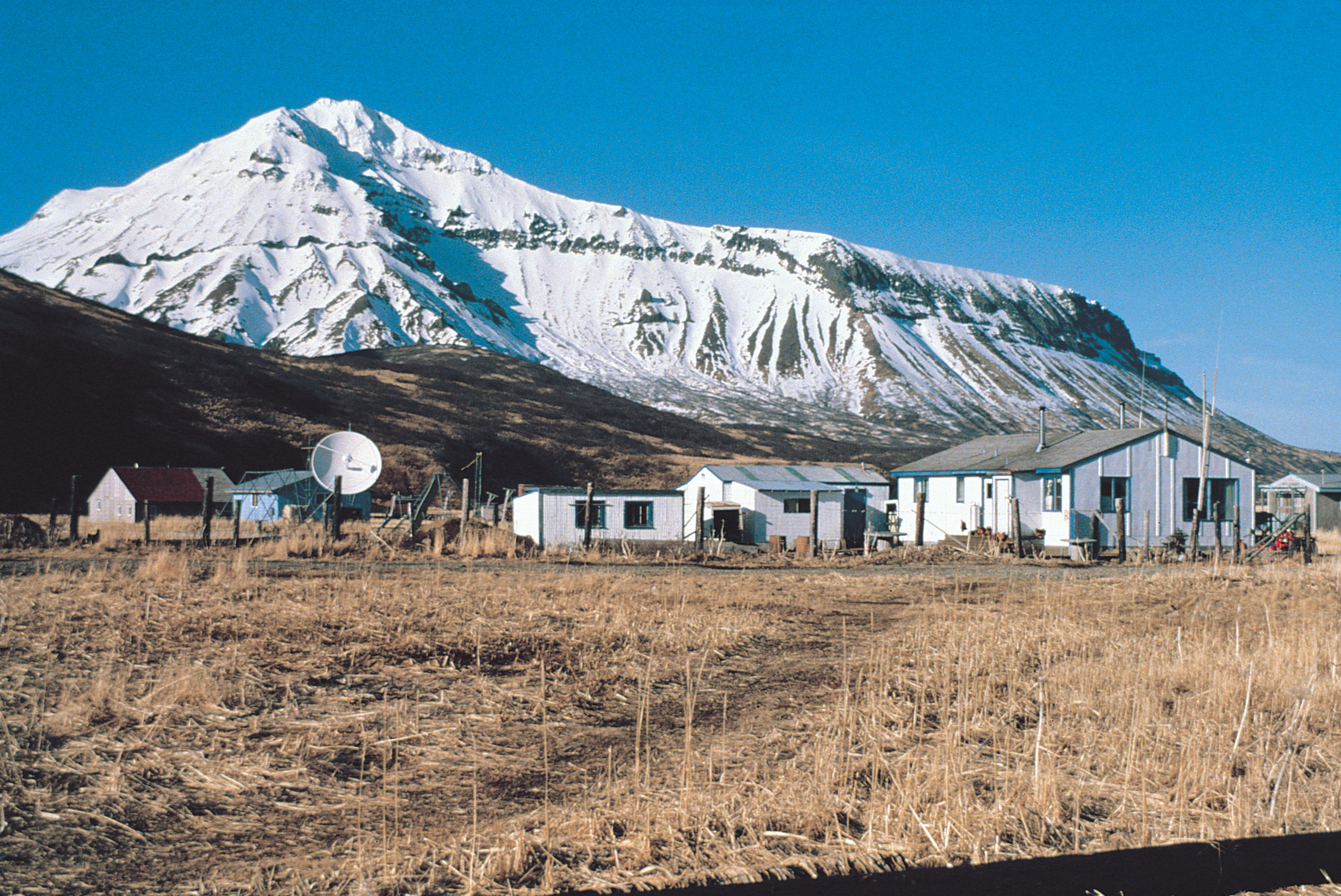
フォースルパス市、北を望む

以下は2000年の国勢調査による人口統計データである。
| 基礎データ - 人口: 2,697人 - 世帯数: 526 世帯 - 家族数: 344 家族 - 人口密度: 0.149人/km2（0.386人/mi2） - 住居数: 724 軒 - 住居密度: 0軒/km2（0/mi2） 人種別人口構成 - 白人: 23.95% - アフリカン・アメリカン: 1.67% - ネイティブ・アメリカン: 37.26% - アジア人: 26.51% - 太平洋諸島系: 0.30% - その他の人種: 7.38% - 混血: 2.92% - ヒスパニック・ラテン系: 12.57% 言語による構成 - タガログ語：22.25% - スペイン語：13.03% - イロカノ語：2.00% - アレウト語：1.20% | 年齢別人口構成 - 18歳未満: 16.8% - 18-24歳: 10.2% - 25-44歳: 42.3% - 45-64歳: 28.1% - 65歳以上: 2.6% - 年齢の中央値: 37歳 - 性比（女性100人あたり男性の人口） - 総人口: 184.8 - 18歳以上: 207.7 世帯と家族（対世帯数） - 18歳未満の子供がいる: 39.2% - 結婚・同居している夫婦: 44.1% - 未婚・離婚・死別女性が世帯主: 14.4% - 非家族世帯: 34.6% - 単身世帯: 27.4% - 65歳以上の老人1人暮らし: 3.4% - 平均構成人数 - 世帯: 2.69人 - 家族: 3.30人 |

## 公共設備、学校および医療
郡内には7つの学校があり、273人の生徒が入学している。サンドポイント医院はイースタンアリューシャン・トライブズINC.が運営しており、2006年に新しい施設を設けた。この医院では専門度の低いスタッフとコミュニティヘルスエイド/プラクティショナーズすなわちCHAsが診療を行っている。CHAの役割はアラスカ州および先住民医療に独特のものである。

## 経済と交通
郡経済は現金ベースである。漁業と海産物加工が中心であり、ほぼ年中運営されている。郡住人の222人が漁業許可を得ている。サンドポイントの町はアリューシャン列島では最大の漁船群の母港である。ポートモーラーとキングコーブにあるピーターパン・シーフーズ、サンドポイントとアクタンにあるトライデント・シーフーズおよびフォールスパスにあるベーリング・パシフィックがサケとタラの加工を行っている。キングコーブにあるピーターパン缶詰工場はアラスカ州で一つ屋根の下にあるものとしては最大の工場である。輸送などのサービス業は年間を通して雇用を確保している。
郡内には幾つかの空港があり、飛行艇は多くの町に着けることができる。貨物船も海上輸送を担当している。州営フェリーが夏季のみ運航されている。道路が無いために地域の交通は漁船かスキフ（小型モーターボート）に頼っている。
税金については消費税や資産税は無く、生魚にかかる税として2%が課されている。

## 都市と町

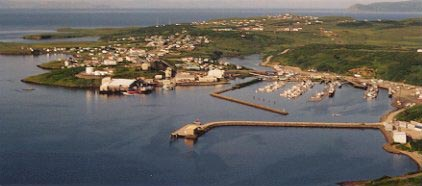
サンドポイント市

- アクタン
- ベルコフスキ
- コールドベイ
- フォールスパス
- キングコーブ
- ネルソンラグーン
- ポールオフハーバー
- サンドポイント - 郡庁所在地
- ウンガ

### 隣接する郡と国勢調査地域
- レイクアンドペニンシュラ郡 - 東
- アリューシャンズウエスト国勢調査地域 - 西